# 我的愛我的新娘
為2014年上映的韓國浪漫喜劇電影，翻拍自1990年的韓國同名電影《我的愛，我的新娘》。由《總統的理髮師》的導演林贊相執導，曹政奭、申敏兒領銜主演，於2014年10月8日在韓國上映。

## 劇情概要
從大學就認識彼此的金英民（曹政奭飾）和吳美英（申敏兒飾）戀愛4年後決定互訂終身，但是蜜月期之後，考驗著兩人的婚姻生活才正要開始。菜鳥公務員英民其實夢想成為詩人，但是理想與現實生活的差距似乎越來越大，尤其是戀愛時宛如女神般存在的美英，婚後漸漸成為碎唸一流又兇巴巴的恐怖太太，他們在笑中帶淚的歡樂中，探討著現代婚姻與愛情真諦，在經歷衝突與誤解後，逐步找回當初認定對方的那種感動。

## 演員陣容

### 主要人物
- 曹政奭 飾演 金英民，在社区服务中心工作的公务员。
- 申敏兒 飾演 吳美英，美术学院的临时讲师。

### 其他人物
- 尹晶喜 飾演 崔承熙，金英民的旧相识。
- 裴晟佑 飾演 達洙，金英民的好友。
- 李施彥 飾演 基泰，金英民的好友。
- 高圭弼 飾演 正津，金英民的好友。
- 徐康俊 飾演 俊洙，吴美英过去的学生，也是现在美术学院里的同事。
- 劉河俊 饰演 崔盛宇，音乐剧导演，吴美英在大学时期的初恋。
- 张多景 饰演 恩静，吴美英的闺蜜好友。
- 黃汀旼 飾演 洞长，金英民的上司。
- 孙炳旭 饰演 美术学院院长
- 金恩妃 饰演 智惠，金英民的同事。
- 徐信愛 飾演 在京，吴美英的学生。
- 徐函洁 饰演 刘仁英，吴美英的大学同学。
- 朴志涓 饰演 护士
- 李尚熙 饰演 电影院职员
- 姜信哲 饰演 警察
- 權赫秀 飾演 豬肉店送貨員
- 吴楚姬 饰演 社区服务中心里带着小狗的女人
- 安秀浩 饰演 医生
- 张宥 饰演 中毒者
- 李石 饰演 汤饭店职员
- 李奎福 饰演 俊洙的朋友
- 趙賢植 饰演 原本与吴美英相亲的男子
- 姜贤静 饰演 公车上的性感女人

### 特别出演
- 羅美蘭 飾演 女房東
- 全茂松（英语：Jeon Moo-song） 飾演 潘海日，诗人，也是金英民负责照顾的独居老人。
- 尹文植 饰演 中毒者